# فردریک پاژه
فردریک پاژه (انگلیسی: Lord George Paget; ۱۶ مارس ۱۸۱۸ – ۳۰ ژوئن ۱۸۸۰) نظامی و سیاست‌مدار اهل پادشاهی متحد بریتانیای کبیر و ایرلند بود.